# Hornia boharti
Hornia boharti là một loài bọ cánh cứng trong họ Meloidae. Loài này được Linsley miêu tả khoa học năm 1942.